# 23 Górnośląska Dywizja Piechoty

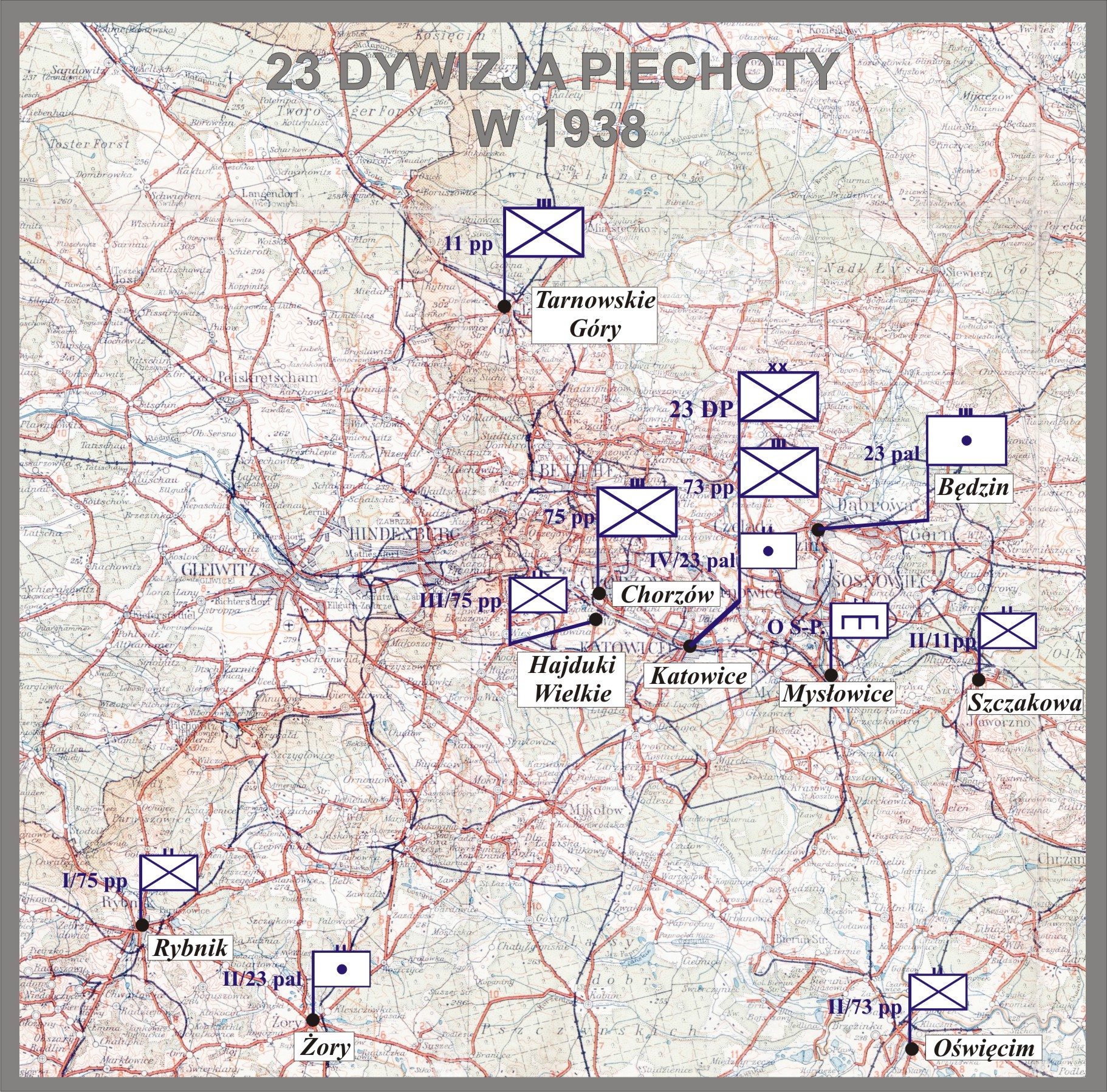
23 DP w 1938

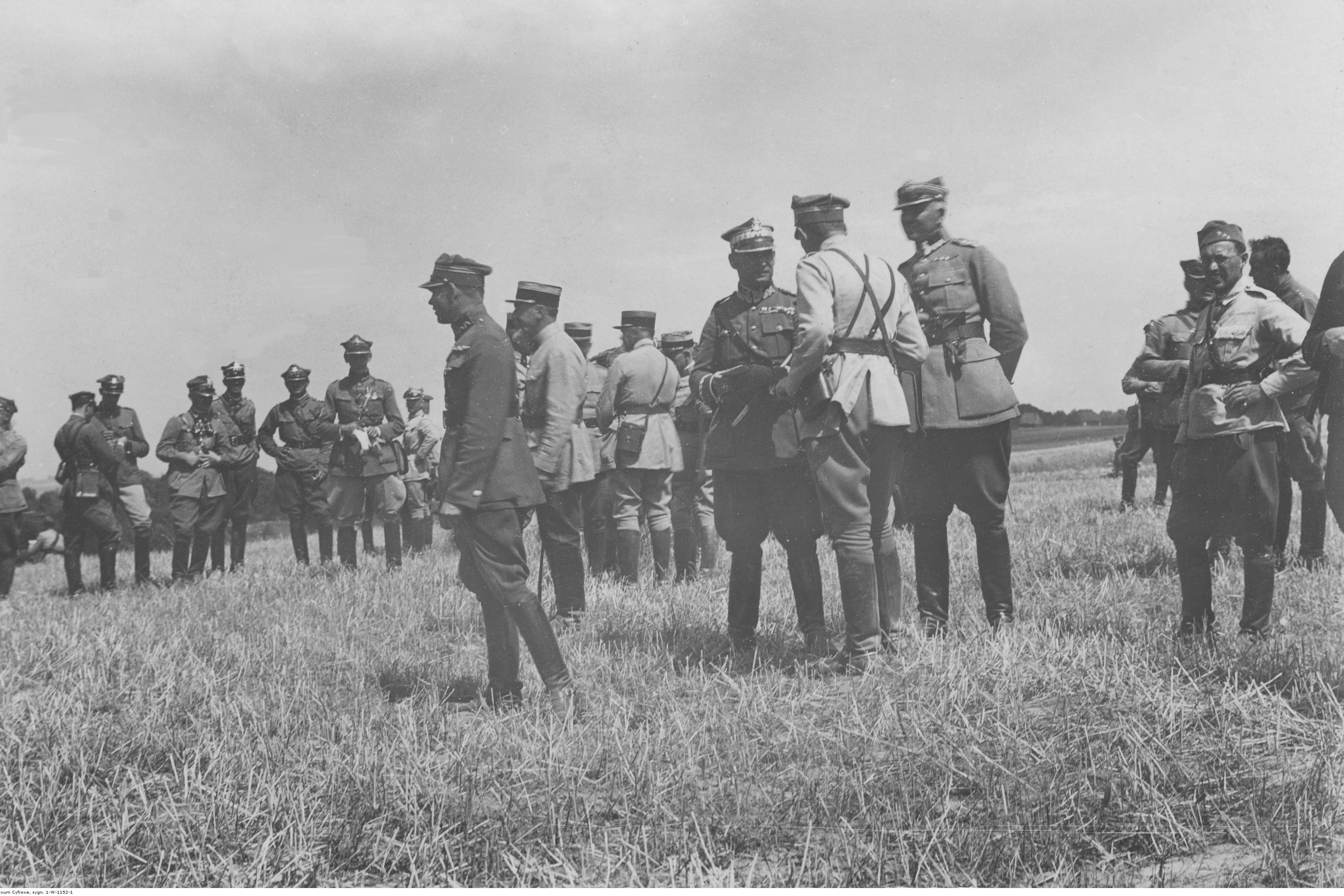
Ćwiczenia 23 DP dla Wyższej Szkoły Wojennej - uczestnicy. Z przodu w środku gen. Józef Zając

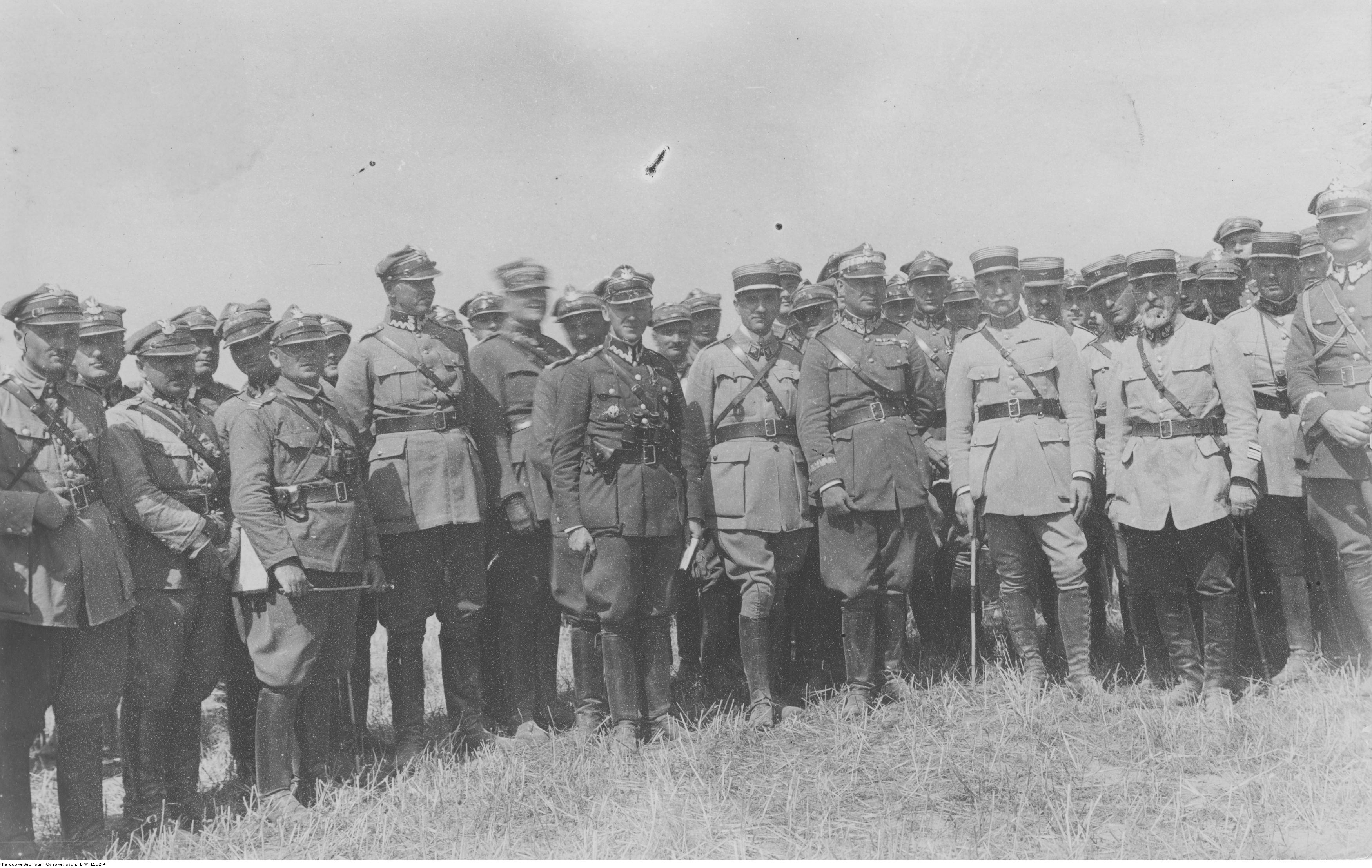
Ćwiczenia 23 DP dla Wyższej Szkoły Wojennej - fotografia grupowa uczestników. Gen. Józef Zając 4. z prawej w 1. rzędzie

23 Górnośląska Dywizja Piechoty (23 DP) – wielka jednostka piechoty Wojska Polskiego II RP.
W okresie  międzywojennym dowództwo 23 DP stacjonowało w Katowicach. W jej skład w 1923 wchodziły: 11 pp, 73 pp i 75 pułk piechoty.

W czasie kampanii wrześniowej dywizja walczyła w składzie Armii „Kraków”. Broniła ufortyfikowanego obszaru Górnego Śląska; uderzała pod Tychami. W odwrocie opóźniała na szlaku Chrzanów–Kraków, następnie wzdłuż lewego brzegu Wisły. Przeprawiła się przez Wisłę pod Baranowem i po ciężkich walkach o Biłgoraj weszła do pierwszej bitwy tomaszowskiej.

## 23 DP w latach 1920-1939
Na podstawie rozkazu O.I.Szt. L. 24000/Mob. Ministra Spraw Wojskowych, generała porucznika Kazimierza Sosnkowskiego z 30 listopada 1920 roku dotychczasowa VII Brygada Rezerwowa została przeformowana w 23 Rezerwową Dywizję Piechoty w składzie:
- dowództwo 23 Rezerwowej Dywizji Piechoty,
- dowództwo piechoty 23 Rezerwowej Dywizji Piechoty (na prawach dowództwa brygady piechoty),
- 155 pułku Piechoty Wielkopolskiej (przemianowany na 73 pułk piechoty),
- 159 pułku Piechoty Wielkopolskiej (przemianowany na 74 Górnośląski pułk piechoty),
- 167 pułku Piechoty Wielkopolskiej (przemianowany na 75 pułk piechoty),
- dowództwo artylerii 23 Rezerwowej Dywizji Piechoty (na prawach dowództwa brygady artylerii),
- IV dywizjon 15 pułku artylerii polowej,
- IV dywizjon 17 pułku artylerii polowej (oba dywizjony sformowane z byłego 214 pułk artylerii polowej Wielkopolskiej),
- II dywizjon 17 pułku artylerii ciężkiej (przeniesiony z OGen. „Warszawa”),
- 7 szwadron 7 pułku strzelców konnych z plutonem karabinów maszynowych (formowany na bazie oddziału jazdy dywizyjnej VII BRez),
- XXIII batalion saperów,
- kompania telegraficzna nr 23 (z przemianowania kompanii telegraficznej rezerwowej nr 7),
- szpital polowy nr 7011 (przydzielony),
- kompania sanitarna nr 23 (nowo formowana),
- kolumna dezynfekcyjna nr 76 (nowo formowana),
- zakład dentystyczny Nr 23 (nowo formowany),
- dowództwo taborów 23 Rezerwowej Dywizji Piechoty (na bazie dowództwa taborów VII BRez),
- kolumna taborowa (dotychczasowa kolumna taborowa VII BRez),
- kolumna taborowa
- ruchomy warsztat taborowy (oba pododdziały miały być ewentualnie doformowane na podstawie szczegółowego zarządzenia Departamentu I MSWojsk),
- urząd gospodarczy nr 23 (z przemianowania urzędu gospodarczego VII BRez),
- szpital koni nr 23 (z przemianowania Szpitala Koni VII BRez),
- park uzbrojenia dywizji nr 23 (z przemianowania parku uzbrojenia VII BRez),
- warsztaty uzbrojenia (miały być ewentualnie doformowane na podstawie zarządzenia Departamentu V MSWojsk),
- kompania sztabowa,
- pluton żandarmerii 23 Rez. DP (na bazie plutonu żandarmerii VII BRez),
- pluton taborowy (na bazie plutonu taborowego VII BRez),
- pluton kawalerii sztabowej (sformowany przez DOGen. „Poznań”),
- poczta polowa.

Kierownictwo nad formowaniem dywizji zostało powierzone dowódcy Okręgu Generalnego „Poznań”, który pierwszy meldunek o stanie organizacji dywizji miał złożyć 15 grudnia 1920 roku. Pułki piechoty miały otrzymać francuską broń ręczną i niemiecką broń maszynową. Uzbrojenie artylerii miało być ujednolicone.
W okresie II RP Dowództwo 23 DP mieściło się w Katowicach, a jej oddziały i pododdziały stacjonowały w garnizonach:
- Tarnowskie Góry – 11 pułk piechoty
- Szczakowa – II batalion i kadra batalionu zapasowego 11 pułku piechoty
- Katowice – 73 pułk piechoty, IV dywizjon 23 pułku artylerii lekkiej i kompania łączności 23 Dywizji Piechoty
- Oświęcim – II batalion 73 pułku piechoty oraz kadry batalionów zapasowych[a] 73 i 75 pułków piechoty
- Chorzów – 75 pułk piechoty
- Rybnik – I batalion 75 pułku piechoty
- Hajduki Wielkie – III batalion 75 pułku piechoty
- Będzin – 23 pułk artylerii lekkiej
- Żory – II dywizjon 23 pułku artylerii lekkiej
- Mysłowice – Ośrodek Sapersko-Pionierski 23 DP

W 1922 roku dywizja na czele z ppłk. Kazimierzem Zentkellerem z rozkazu władz RP obejmowała polski (wschodni) Górny Śląsk.
Na początku października 1938 roku dywizja pod dowództwem generała bryg. J. Sadowskiego brała udział w akcji zajęcia Zaolzia.

## W kampanii wrześniowej 1939

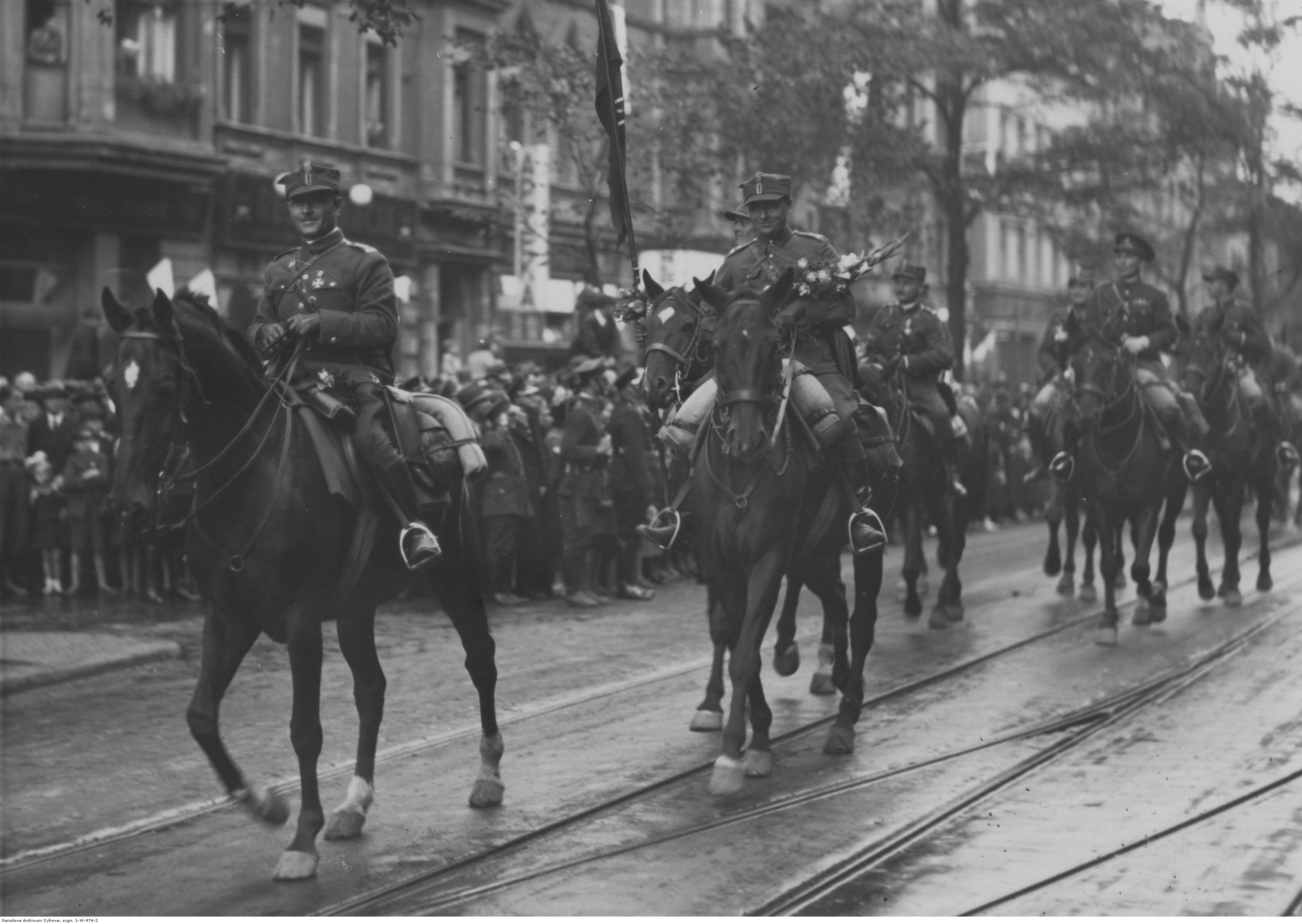
Powitanie w Katowicach 23 DP powracającej z manewrów - na czele oddziału konnego płk Jan Jagmin-Sadowski

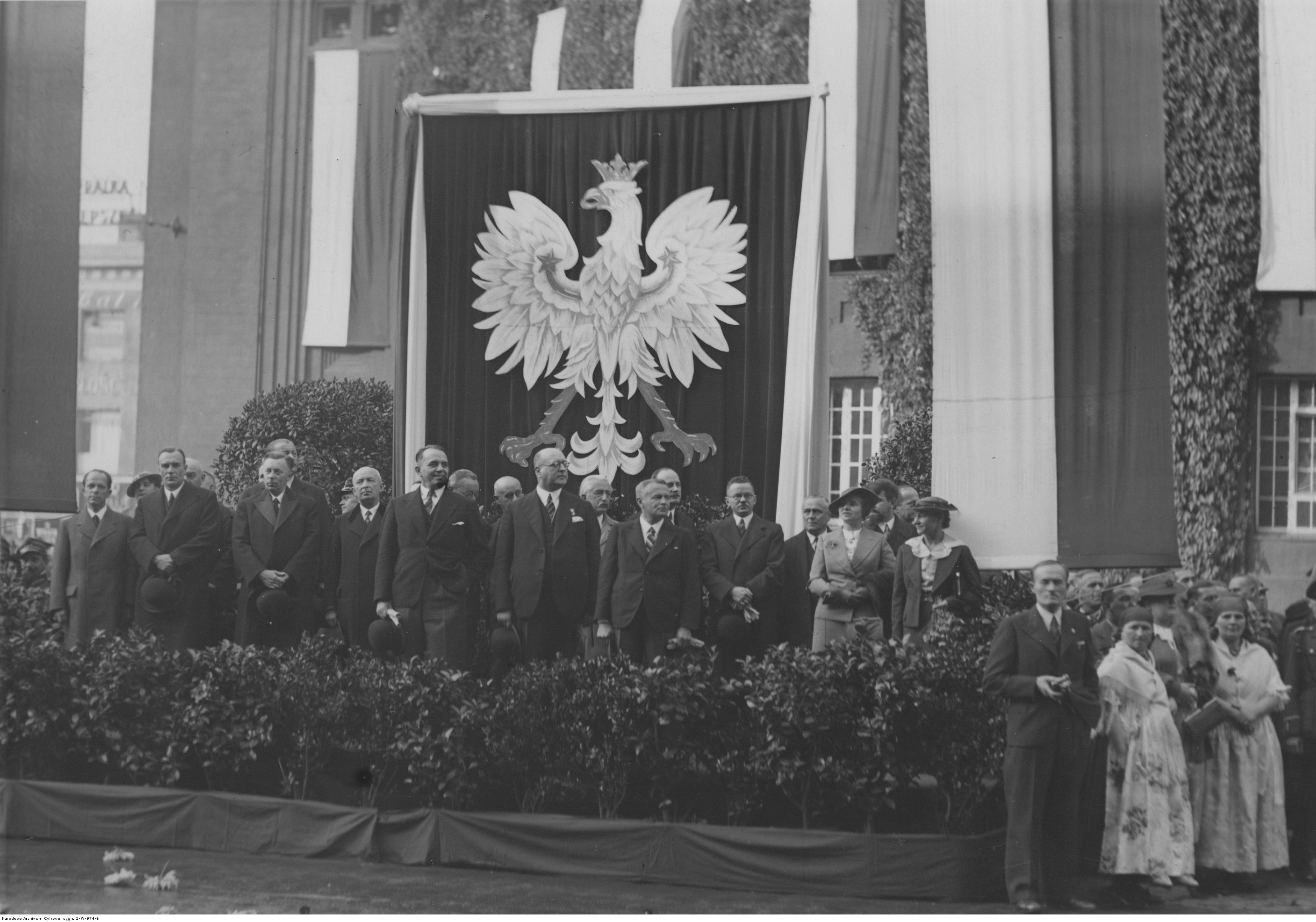
Powitanie w Katowicach 23 DP powracającej z manewrów - defilada - trybuna honorowa; 1936 r.

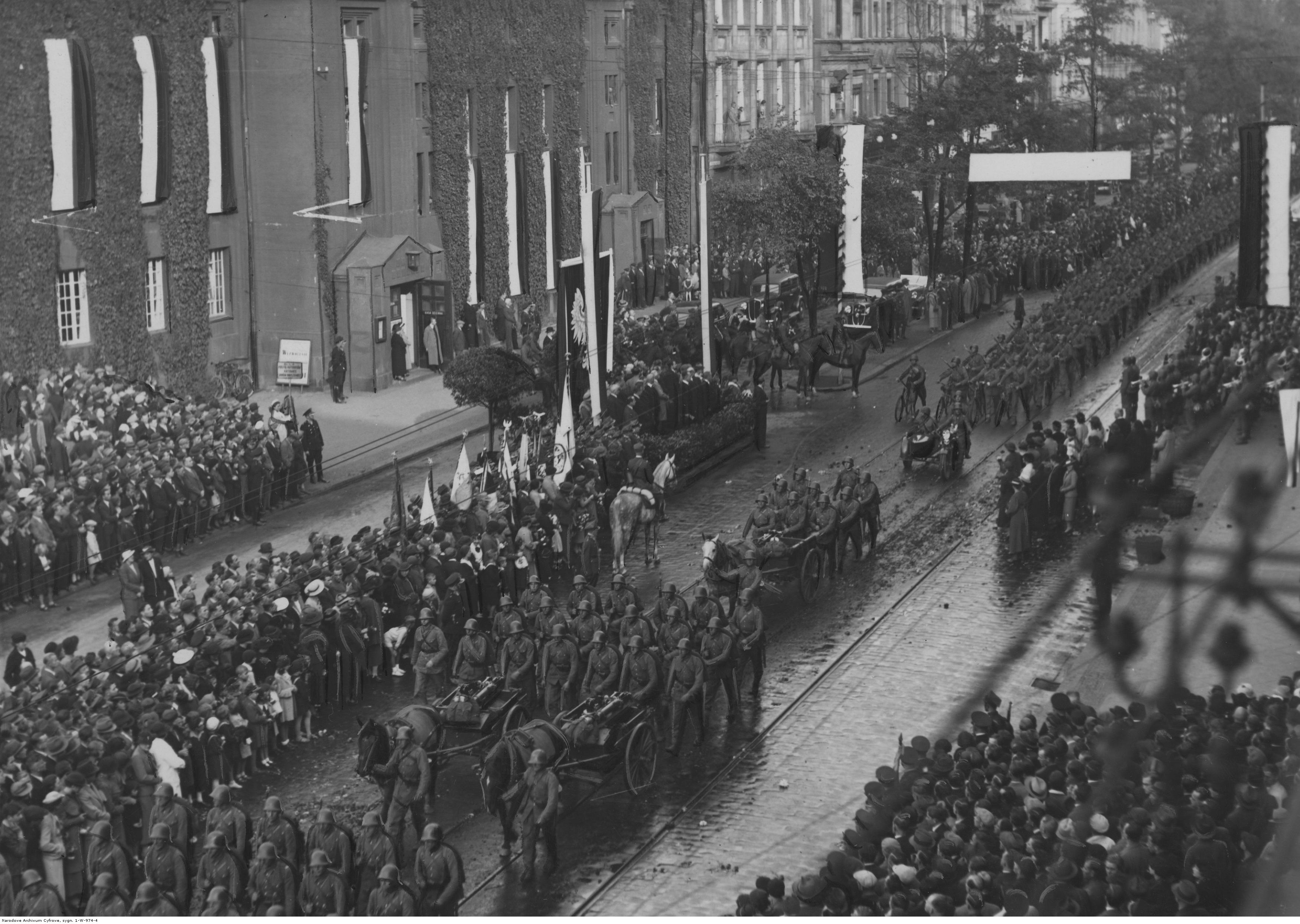
Powitanie w Katowicach 23 DP powracającej z manewrów - defilada na ulicy marszałka Józefa Piłsudskiego

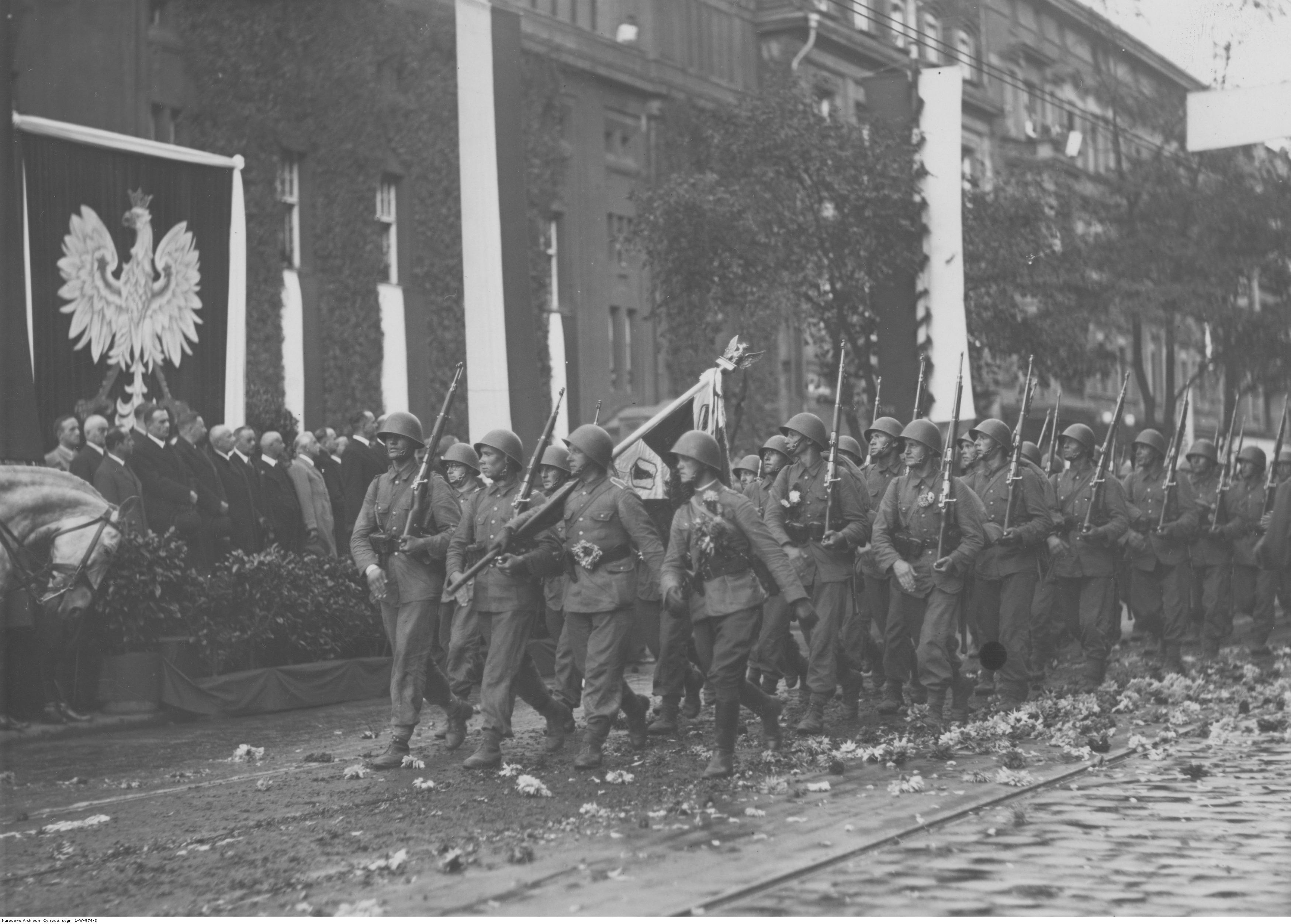
Powitanie w Katowicach 23 DP powracającej z manewrów - 73 pp defiluje na ulicy marszałka Józefa Piłsudskiego

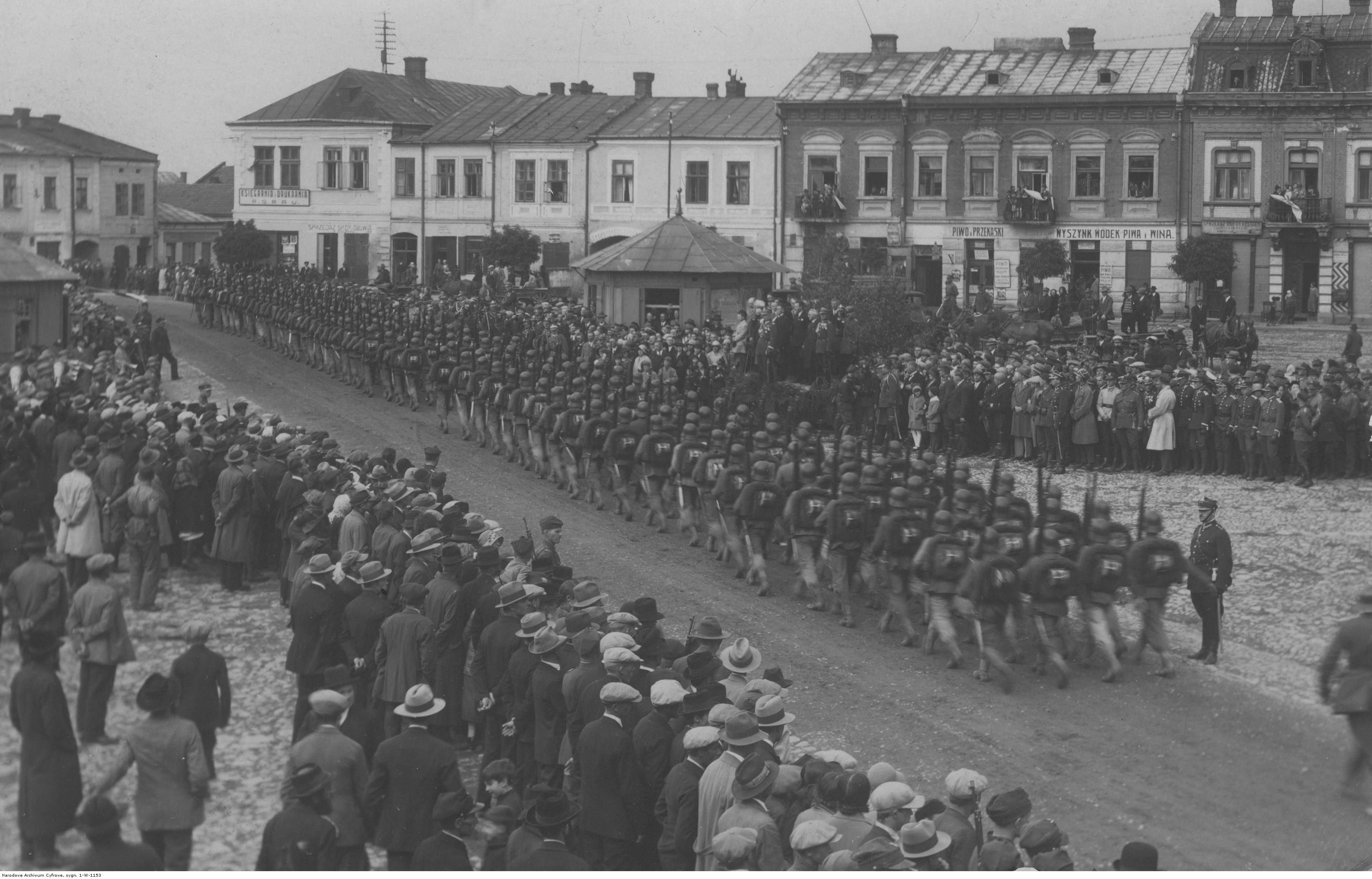
Defilada oddziałów 23 DP w Mielcu

Dywizja pod dowództwem pułkownika dypl. Władysława Powierzy wchodziła w skład Grupy Operacyjnej „Śląsk”, która z kolei podporządkowana była dowódcy Armii „Kraków”. 
W dniach 1 i 2 września broniła ufortyfikowanego rejonu górnośląskiego. 2 września dostała rozkaz przedłużenia obrony 55 DP od Wyr po Kobiór. Musiała przeciwnatarciem zajmować powierzone jej pozycje, ponieważ zostały one już zajęte przez oddziały niemieckiej 28 DP. 4 września dywizja otrzymała rozkaz odwrotu nad Nidę w kierunku Pińczowa i Miechowa. Podczas odwrotu, prowadziła działania opóźniające na kierunku Chrzanów – Kraków. Od godzin porannych 8 września 11 pp prowadził zaciętą obronę przedmościa Ksany – Kocina. W tym czasie pozostałe oddziały dywizji odpoczywały w rejonie: Chwalibogowice – Winiary – Nowy Korczyn, szykując się do uderzenia na Stopnicę i Pacanów, gdzie rozpoznano niemieckie oddziały pancerne i zmotoryzowane, zamykające Armii drogę odwrotu do przepraw przez Wisłę pod Baranowem Sandomierskim. 9 września osiągnęła Pacanów. Po drodze oddział niemieckiej 5 DPanc zaatakował pod Sroczkowem batalion 73 pp. Podciągając pozostałe oddziały pułku, sytuację opanowano, niszcząc 6 niemieckich czołgów. Tego dnia została dywizja została zaatakowana z kierunku Staszowa, lecz zdołała odeprzeć 5 DPanc, niszcząc kilka kolejnych czołgów. Następnie lewym brzegiem Wisły 10 września wycofała się za rzekę na przyczółek baranowski. 16 września 11 pp uczestniczył w walkach w obronie Biłgoraja. Na Biłgoraj szło natarcie niemieckie po trzech osiach, a samo miasto, przez które ciągnęły oddziały GO „Śląsk-Jagmin” (gros sił 23 DP nie zdążyła go osiągnąć), znajdowało się pod silnym ogniem artylerii nieprzyjaciela. Silne natarcie piechoty niemieckiej z 8 DP (14 Armia) rozwinęło się z rejonu wsi Sól i wzdłuż szosy Korczów – Puszcza Solska. Koło południa Niemcy zdołali wedrzeć się do południowej części Biłgoraja. Jednakże śmiałym przeciwuderzeniem II i III batalionu z 73 pp oddziały niemieckie zostały wyparte z miasta, ponosząc ciężkie straty w ludziach i sprzęcie. Ta całodzienna walka Armii „Kraków” miała duże znaczenie, gdyż przeszkodziła Niemcom w próbach obejścia Biłgoraja od skrzydła. 
Po dalszym odwrocie znad dolnego Sanu w nocy z 18 na 19 września 23 DP wzmocniła oddziały atakujące Tomaszów Lubelski. W nieskutecznych natarciach udział wziął 11 pp. Dywizja walczyła do kapitulacji Armii, tj. do 20 września.
Szlak bojowy.
- 1 września – Katowice
- 2 września – rejon Mikołowa
- 3 września – rejon Jaworzna
- 4 września – między Chrzanowem, Brzeźnicą, Krzeszowicami
- 5 września – na zachód od Krakowa
- 6 września – na wschód od Krakowa
- 7 września – Koszyce
- 8 września – rejon Opatowca
- 9 września - Pacanów
- 10 września – na północ od Borowa
- 11 września – Baranów
- 12 września – między Baranowem i Majdanem
- 13 września – między Grębowem i Niskiem
- 14 września – na wschód od Niska
- 15 września – Huta Krzeszowska
- 16 września – okolice Biłgoraju
- 17 września – Zwierzyniec
- 18 września – między Zwierzyńcem i Krasnobrodem
- 19 września – Szarowola, Rogóźno, Tomaszów Lubelski
- 20 września – kapitulacja, marsz w kierunku Narola

### Obsada personalna Kwatery Głównej we wrześniu 1939
Obsada personalna Kwatery Głównej 23 Dywizji Piechoty
- dowódca dywizji – płk dypl. piech. Władysław Powierza
- oficer ordynansowy – ppor. rez. mgr Alfred Ludwik Bąkowski
- dowódca piechoty dywizyjnej – wakat
- dowódca artylerii dywizyjnej – płk art. Jan II Kijowski
- oficer dowództwa artylerii – kpt. Witold Gałecki
- oficer dowództwa artylerii – kpt. Jan Konkorski
- oficer dowództwa artylerii – por. Julian Chodkowski
- dowódca saperów dywizyjnych – mjr sap. Marian Skierczyński
- dowódca kawalerii dywizyjnej – mjr Bronisław Rostowski
- szef sztabu – ppłk dypl. piech. Józef Kuta
- oficer operacyjny – kpt. dypl. Stefan Biernacki
- pomocnik oficera operacyjnego – por. Stanisław Zygmunt Spałek
- oficer informacyjny – kpt. Edward Henryk Hermanowski
- pomocnik oficera informacyjnego – kpt. Eugeniusz Franciszek Losert † 27 IX 1944 Oflag VI B Dössel
- dowódca łączności – mjr łącz. Edmund Idźkowski
- kwatermistrz – kpt. dypl. Lucjan Piotr Hajewski † 19 X 1941 Oflag II C Woldenberg
- pomocnik kwatermistrza – kpt. Jan Wincenty Stefański
- szef służby intendentury – kpt. int. z WSW Franciszek Zimmermann † 25 I 1945 Oflag II C Woldenberg
- szef służby zdrowia – mjr lek. dr Longin Konachewicz
- szef służby weterynaryjnej – mjr lek. wet. Leon Matolski †1940 Katyń[10]
- szef służby sprawiedliwości – mjr aud. dr Stanisław Drzymała
- oficer rejonu PW i WF – ppłk Władysław Czuma
- komendant szpitala polowego nr 503 – mjr dr med. Józef Pająk

### Organizacja wojenna 23 DP
Organizacja wojenna 23 DP we wrześniu 1939 roku
- Kwatera Główna 23 DP
  - dowództwo i sztab 23 DP
  - dowódcy broni 23 DP
  - szefowie służb 23 DP
  - komendant Kwatery Głównej 23 DP
  - kompania gospodarcza Kwatery Głównej 23 DP
  - kompania asystencyjna nr 153
- sąd polowy nr 23
- poczta polowa nr 53

Piechota dywizyjna
- 11 pułk piechoty – płk dypl. Henryk Gorgoń
- 73 pułk piechoty – ppłk Piotr Sosialuk
- 75 pułk piechoty – płk dypl. Stanisław Habowski
- samodzielna kompania km i broni towarzyszących nr 53
- kompania kolarzy nr 53

Artyleria dywizyjna
- 23 pułk artylerii lekkiej – ppłk Władysław Ryłko
- 23 dywizjon artylerii ciężkiej – mjr Edward Rykiert
- 95 dywizjon artylerii ciężkiej – mjr Stanisław Szancer (przydzielony)
- samodzielny patrol meteo nr 23

Jednostki broni
- 23 batalion saperów – mjr Marian Skierczyński
- szwadron kawalerii dywizyjnej nr 23 – mjr Bronisław Rostowski
- bateria motorowa artylerii plot. typ A nr 23 – kpt. Ferdynand Blechinger
- kompania telefoniczna 23 DP
- pluton łączności KG 23 DP
- pluton radio 23 DP
- drużyna parkowa łączności 23 DP
- pluton pieszy żandarmerii nr 23

Jednostki i zakłady służb
- kompania sanitarna nr 503 – kpt. lek. dr Gotfryd Kaczanowski[8]
- szpital polowy nr 503 – mjr lek. dr Józef III Pająk[8]
- polowa kolumna dezynfekcyjno-kąpielowa nr 503
- polowa pracownia bakteriologiczno-chemiczna nr 503
- polowa pracownia dentystyczna nr 503
- dowództwo grupy marszowej służb typ II nr 517
- dowództwo grupy marszowej służb typ II Nr 518
- kolumna taborowa parokonna nr 517
- kolumna taborowa parokonna nr 518
- kolumna taborowa parokonna nr 519
- kolumna taborowa parokonna nr 520
- kolumna taborowa parokonna nr 521
- kolumna taborowa parokonna nr 522
- kolumna taborowa parokonna nr 523
- kolumna taborowa parokonna nr 524
- warsztat taborowy (parokonny) nr 517
- pluton taborowy nr 23
- park intendentury nr 503
- pluton parkowy uzbrojenia nr 503

### Ośrodek Zapasowy 23 DP i bataliony marszowe
Ośrodek Zapasowy 23 DP był jednostką podporządkowaną dowódcy Okręgu Korpusu Nr V. Znajdował się pierwotnie w Tarnowie, ale został ewakuowany do Kołomyi. Po agresji sowieckiej 18 września dotarł do granicy rumuńskiej w Kutach i tu obsadził odcinek północny obrony miasteczka. 300 ludzi broniących tego odcinka wycofało się do Rumunii wraz z pozostałymi w mieście oddziałami osłonowymi dopiero po pierwszym ataku sowieckim 21 września.
- dowódca OZ 23 DP – ppłk dypl. Henryk Kowalówka (I zastępca dowódcy 73 pp)
- dowódca I batalionu marszowego 73 pp – kpt. Mieczysław Malak
- dowódca II batalionu marszowego 73 pp – kpt. Teofil Morelowski

## Obsada personalna dowództwa dywizji
Dowódcy dywizji
- ppłk piech. Kazimierz Zenkteller (od 30 XI 1920)
- gen. bryg. Kazimierz Horoszkiewicz (IX 1922 – VI 1926)
- gen. bryg. dr Józef Zając (12 IV 1926 – 27 IV 1936)
- gen. bryg. Jan Jagmin-Sadowski (17 VII 1936 – 23 III 1939)
- płk dypl. Władysław Powierza (IX 1939)

I dowódcy piechoty dywizyjnej
- płk piech. Włodzimierz Bokszczanin (do 12 VIII 1923 → komendant Obozu Warownego Brześć nad Bugiem[12])
- płk piech. Emanuel Hermann (12 VIII 1923 – V 1924)
- płk piech. Leon Zawistowski (V 1924 – 3 XI 1926 → dowódca 5 DP)
- płk piech. Antoni Szylling (XI 1926 – 15 V 1928 → dowódca 8 DP)
- płk piech. Bolesław Antoni Fijałkowski (15 V 1928 – X 1931 → dowódca PD 3 DP Leg.)
- płk piech. Wilhelm Orlik-Rückemann (1 VIII 1931 – 27 II 1932 → dowódca 9 DP)
- płk dypl. Jan Jagmin-Sadowski (III 1932 – 17 VII 1936 → dowódca 23 DP)
- płk dypl. Władysław Powierza (X 1936 – VIII 1939 → dowódca 23 DP)

II dowódcy piechoty dywizyjnej
- płk piech. Wilhelm Orlik-Rückemann (I 1928 – 31 VII 1931 → I dowódca PD 23 DP)
- płk dypl. Jan Jagmin-Sadowski (X 1931 – III 1932 → I dowódca PD 23 DP)
- płk piech. Wacław Klaczyński → dowódca Grupy Fortecznej OWar. „Katowice”

Szefowie sztabu
- kpt. pdSG Włodzimierz Kowalski (od 30 XI 1920)
- ppłk SG Bronisław Wzacny (1923)
- mjr SG Tadeusz Kadyi de Kadyihàza (X 1923 – VI 1926[13])
- mjr SG Władysław Smolarski (VI 1926 – V 1927[14])
- mjr dypl. piech. Jerzy Płatowicz-Płachta (VI 1927[15] – XII 1929[16])
- mjr dypl. Adolf Tytus Nykulak (XII 1929[16] – 31 VIII 1931[17])
- mjr dypl. Wilhelm Kasprzykiewicz (1 IX 1931[18] – I 1934)
- mjr dypl. Tadeusz Tomasz Pawlik (I 1934[19] – 1939)
- ppłk dypl. Józef Kuta

### Żołnierze Dywizji (w tym OZ) – ofiary zbrodni katyńskiej
Biogramy zamordowanych znajdują się na stronie internetowej Muzeum Katyńskiego
| Nazwisko i imię      | stopień           | zawód             | miejsce pracy przed mobilizacją | zamordowany |
| -------------------- | ----------------- | ----------------- | ------------------------------- | ----------- |
| Hrapkowicz Albin     | kapitan           | żołnierz zawodowy |                                 | Katyń       |
| Szlachta Alojzy      | porucznik rezerwy | nauczyciel        | szkoła w Lipinach Śląskich      | Katyń       |
| Krycki Kazimierz     | porucznik         | żołnierz zawodowy |                                 | Charków     |
| Romanowski Kazimierz | kapitan           | żołnierz zawodowy |                                 | Charków     |
| Jarosz Dionizy       | kapitan           |                   |                                 | ULK         |

## 23 Dywizja Piechoty Armii Krajowej
W wyniku przeprowadzania akcji odtwarzania przedwojennych jednostek wojskowych w 1944 r. utworzono 23 Dywizję Piechoty AK pod dowództwem mjr. Zygmunta Jankego ps. „Walter”, komendanta Okręgu Śląskiego AK. 
W jej skład wchodził min. wywodzący się z Gwardii Ludowej PPS Oddział Rozpoznawczy o kryptonimie „Surowiec” przeformowany następnie w batalion. Operował on w Zagłębiu Dąbrowskim, w lasach zawierciańsko-myszkowskich i olkuskich Jury Krakowsko-Częstochowskiej.